# 전자 친화도
전자 친화도(電子親和度, 영어: electron affinity)는 원자나 분자가 전자 하나를 얻어 에너지준위가 낮아지면서 방출하는 에너지를 말한다. 전자 친화도가 클수록 그 입자는 전자를 얻기가 더 쉬운 것으로 해석된다.
X + e− → X− + energy
이온화 에너지와 정반대 반응의 경향성을 논하고 있지만, 전자 친화도 역시 (18족을 제외하고 생각했을 때) 주기율표의 오른쪽 위로 갈수록 증가하는 경향을 보여주는데, 이는 이온화 에너지가 해당 반응에 ‘들어가는’ 에너지로 정의된 반면 전자 친화도는 해당 반응에서 ‘나오는’ 에너지로 정의되었기 때문이다.
이온화 에너지와 같은 원리로 전자 친화도에서도 족에 따라 (1족과 2족 사이, 14족과 15족 사이) 변화의 경향성에 예외가 생기는 구간이 존재한다.

## 같이 보기
- 전기 음성도
- 전자공여체
- 이온화 에너지
- 원자가 전자